# Недялко Славов
Недялко Славов е съвременен български поет, писател и драматург.

## Биография
Роден е на 12 декември 1952 г. в Пловдив. Автор е на сборници с поезия, разкази, пиеси и романи. Завършил е българска филология в Пловдивския университет „Паисий Хилендарски“ и културология в Софийския университет „Св. Климент Охридски“ . Превеждан е на английски, немски, руски и гръцки език.
Недялко Славов е носител на национални награди за поезия и проза, сред които Национална награда за поезия „Иван Николов“ за сборника с поеми и стихотворения „Мраморни години“, Национална награда за литература „Христо Г. Данов“ за романите „Фаустино“ и „Камбаната“, Награда „Хеликон“ за нова българска художествена проза за романите „432 херца“ и „Камбаната“, както и множество литературни номинации.
Недялко Славов има особено място в съвременната българска литература. Творбите му са пропити със страстен хуманизъм, стилът му е експресивен и изключително метафоричен. 

## Произведения

### Поезия
- „Сърдечни сезони“ (1979)
- „Оптимистична поема“ (1986)
- „Преодоляване на границите“ (1989)
- „Мраморни години“ (1996)
- „Човекът в бърз кадър“ (1997), Пловдив. Издателска къща Жанет 45
- „0 – 24 часа" (2003), Пловдив. Издателство Страница

### Разкази
- „Филипополски разкази“ (2007), София. Издателство Сиела

### Пиеси
- „Бялата дама“ – сборник (2003), Пловдив. Издателство Летера
- „Борса за трупове“ – сборник (2012), Пловдив. Издателство Летера

### Каталози
- Каталог „Съвременни български писатели“/ Contemporary Bulgarian Writers (2015) София. Национален център за книгата/Национален фонд Култура.[7]
- Divan–Bulgarische Sofafahrten by Josef Trattner with texts by Kerana Angelova, Mira Dushkova, Fedia Filkova, Yordan Radichkov, Palmi Ranchev, Nedialko Slavov, Lyudmil Stanev (2016), Vienna, Austria.

### Есеистика
- "Хълмът на Данов" (2023), Пловдив. Издателство Хермес

### Романи
- „Фаустино“ (2010), София. Издателство Сиела
- „Вертиго“ (2012), Пловдив. Издателство Летера[8]
- „Портрет на поета като млад“ (2013), Пловдив. Издателство Хермес[9]
- „432 херца“ (2015), Пловдив. Издателство Хермес[10]
- „Камбаната“ (2016), Пловдив. Издателство Хермес[11][12]
- „Пиафе“ (2018), Пловдив. Издателство Хермес[13]
- „И станах река“ (2020), Пловдив. Издателство Хермес
- „2020“(2021), Пловдив. Издателство Хермес
- "Хабитат" (2023), София. Издателство АТЛ-50
- "Илюзионистът" (2024), Пловдив. Издателство "УИ Св. Климент Охридски"

## Награди
- Националната награда за поезия „Иван Николов“ за стихосбирката „Мраморни години“ (1996)
- Национална награда за художествена литература „Христо Г. Данов“ за романа „Фаустино“ (2011)
- Награда Пловдив за художествена литература за романа „Портрет на поета като млад“ (2014).[14]
- Награда „Хеликон“ за нова българска художествена проза за романа „432 херца“ (2015) [15]
- Награда Пловдив за художествена литература за романа „432 херца“ (2015)
- Награда „Хеликон“ за нова българска художествена проза за романа „Камбаната“ (2016)
- Национална награда за художествена литература „Христо Г. Данов“ за романа „Камбаната“ (2016)
- Награда „Цветето на Хеликон“ за най-продавана българска книга за 2016 г. за романа „Камбаната“

## Номинации
- Портал „Култура“ за романа „Портрет на поета като млад“ (2013)
- Национална литературна награда за български роман на годината „13 века България“ за романа „Портрет на поета като млад“ (2013)
- Портал „Култура“ за романа „432 херца“ (2015)
- Национална литературна награда за български роман на годината „13 века България“ за романа „432 херца“ (2015)
- Национална литературна награда за български роман на годината „13 века България“ за романа „Камбаната“ (2016)
- Портал „Култура“ за романа „Камбаната“ (2016)
- Награда „Хеликон“ за нова българска художествена проза за романа „Пиафе“ (2018)